# 最佳男朋友
《最佳男朋友》是1989年上映的一部香港职场爱情喜剧電影，由陈国新執导，王晶编剧，林子祥、鄭裕玲和刘德华主演。

## 劇情
从国外返港的"乐氏玩具公司"董事长樂家琪与公司设计师Peter賴第一印象不好，令二人在工作上针锋相对。有一次公司职员高威送大批鲜花给家琪，巧合之下令家琪误以为是彼得送的花，从此改变了对他的敌意态度。通过交往两人变成情侣。
家琪的下属大卫爱上了家琪，为了破坏她与彼得的感情，就指使彼得的前妻诈孕，并对家琪表示前妻和彼得已重归于好，令家琪对彼得重新有了误会。彼得在爱情和事业双重失意的打击下就决定辞职乘机回加拿大，家琪弟弟家声告诉姐姐彼得真心爱她，彼得工作上的挫折也是为关心她造成的，最终家琪追到班机上见到彼得，二人再度合好。

## 角色
| 演員   | 角色                          | 粵語配音 |
| ------ | ----------------------------- | -------- |
| 林子祥 | Peter 賴/“乐氏玩具公司”设计师 | 馮永和   |
| 鄭裕玲 | 樂家琪/“乐氏玩具公司”董事长   | 陳敏兒   |
| 劉德華 | 樂家聲/家琪的弟弟             | 朱子聰   |
| 陳雅倫 | Salina，家聲女友              | 何錦華   |
| 吳大維 | David 石                      | 黃志成   |
| 成奎安 | Joseph                        | 金貴     |
| 文雋   | 高威                          | 賈鳳梧   |

## 其他主创
- 出品人：向华胜
- 制作人：王晶
- 制 片：苏马金
- 策 划：陈国新
- 执行导演：李子衡
- 美术指导：方盈 陆文华
- 艺术指导：方盈
- 录音：周少龙
- 副导演/助理导演：姚敏琦

## 外部連結
- 開眼電影網上《最佳男朋友》的資料（繁體中文）
- 香港影庫上《最佳男朋友》的資料（繁體中文）
- 时光网上《最佳男朋友》的資料（简体中文）
- 豆瓣电影上《最佳男朋友》的資料 （简体中文）
- 爛番茄上《最佳男朋友》的資料（英文）
- AllMovie上《最佳男朋友》的资料（英文）
- 互联网电影数据库（IMDb）上《最佳男朋友》的资料（英文）